# Richard Condie
Richard Condie (* 24. Oktober 1942 in Vancouver, British Columbia) ist ein kanadischer Animator, Drehbuchautor, Regisseur und Filmproduzent.

## Leben
Condie wuchs in Winnipeg auf, wo er die Kelvin High School besuchte. Im Anschluss machte er seinen Bachelor in Soziologie an der University of Manitoba. 1967 zog er nach Vancouver zurück, wo er als Soziologe an der University of British Columbia arbeitete. Nach zwei Jahren kehrte er nach Winnipeg zurück. In den 1970er Jahren begann er als Animator zu arbeiten und produzierte den Kurzfilm Oh Sure. 1986 wurde er für The Big Snit mit dem Genie Award ausgezeichnet, zudem war er für den Oscar nominiert. Zusammen mit Cordell Barker produzierte er den Kurzfilm The Cat Came Back, für den er mit einem weiteren Genie Award prämiert wurde. 1996 wechselte er vom klassischen Zeichentrickfilm zur Computeranimation, für La Salla erhielt er seine zweite Oscar-Nominierung.
Condie ist Gründungsmitglied der Winnipeg Film Group und Mitglied bei der Academy of Motion Picture Arts and Sciences.

## Filmografie (Auswahl)
- 1977: Oh, Sure
- 1978: John Law and the Mississippi Bubble
- 1979: Getting Started
- 1986: The Big Snit
- 1987: Heart Land
- 1988: The Cat Came Back
- 1991: The Apprentice
- 1996: La Salla

## Auszeichnungen
- 1986: Genie Award für The Big Snit
- 1986: Oscar-Nominierung für The Big Snit
- 1989: Genie Award für The Cat Came Back
- 1997: Oscar-Nominierung für La Salla